# Saison 7 de New Girl
Chronologie
Saison 6 –
La septième et dernière saison de New Girl, série télévisée américaine, est constituée de huit épisodes et a été diffusée du 10 avril 2018 au 15 mai 2018 sur Fox. La saison suit les péripéties de Jessica Day, dite « Jess », de ses trois colocataires, Nick, Schmidt et Winston et de sa meilleure amie, Cecilia « Cece » Parekh. Elle reprendra l'intrigue trois ans plus tard. Jess et Nick vivront heureux, Cece et Schmidt auront une fille de trois ans, nommée Ruth, Aly et Winston, déjà mariés, attendront un enfant.

## Synopsis
Après une rupture, Jessica Day, dite « Jess », a besoin d'un nouvel appartement. Une recherche en ligne la mène à une colocation avec trois hommes seuls de Los Angeles qu'elle n'avait jamais rencontrés auparavant. Jess emménage avec eux et par l'assistance de ses nouveaux colocataires, elle apprend à « avancer ».
Ses trois nouveaux colocataires masculins sont Nick, un barman qui n'a pas fini sa licence de droit, Schmidt, un travailleur en col blanc très dragueur et Winston, officier de police au drôle d'humour. Jess peut aussi compter sur le soutien de sa meilleure amie, la mannequin Cecilia « Cece » Parekh.

## Distribution

### Acteurs principaux
- Zooey Deschanel (VF : Barbara Beretta) : Jessica « Jess » Day
- Jake Johnson (VF : Nicolas Beaucaire) : Nicholas « Nick » Miller
- Max Greenfield (VF : Sébastien Desjours) : Schmidt
- Lamorne Morris (VF : Raphaël Cohen) : Winston Bishop
- Hannah Simone (VF : Fily Keita) : Cecilia « Cece » Parekh Schmidt
- Danielle et Rhiannon Rockoff : Ruth Schmidt

### Acteurs récurrents
- Nasim Pedrad (VF : Patricia Marmoras) : Aly Nelson (6 épisodes)
- Rob Reiner : Bob Day, le père de Jess (3 épisodes)
- Dermot Mulroney (VF : Renaud Marx) : Russell[4] (3 épisodes)
- Brian Huskey (en) : Merle Streep (3 épisodes)

### Invités
- Tig Notaro : la barmaid (épisode 4)
- Damon Wayans Jr. (VF : Julien Chatelet) : Coach (épisode 4)
- David Walton (VF : Franck Monsigny) : Sam (épisode 4)
- Nelson Franklin (en) (VF : Jérôme Frossard) : Robby (épisode 4)
- J. B. Smoove : Van Bishop[5] (épisode 5)
- Jamie Lee Curtis (VF : Véronique Augereau) : Joan, la mère de Jess (épisode 7)
- Rebecca Reid (en) (VF : Bénédicte Bosc) : Nadia (épisode 7)

## Production

### Développement
Le 14 mai 2017, la série a été renouvelée pour une septième et dernière saison de huit épisodes. Le lendemain, la production a annoncé reprendre les évènements de la série trois ans plus tard.
En novembre 2017, il est confirmé que la saison fera un bond en avant de quatre ans. Durant ces évènements, Schmidt et Cece auront une fille de 3 ans nommé Ruth et que Schmidt est devenu père au foyer. 
En janvier 2018, il est confirmé que la saison se conclura par un double-épisode.

### Casting
En janvier 2018, Zooey Deschanel, Jake Johnson, Max Greenfield, Lamorne Morris et Hannah Simone sont confirmés pour reprendre leur rôle respectif. Plusieurs acteurs invités sont également annoncés : Nasim Pedrad (Aly), Dermot Mulroney (Russell), Damon Wayans Jr. (Coach), David Walton (Sam), Nelson Franklin (en) (Robby), Sam Richardson (Dunston), Jamie Lee Curtis (Joan Day), Rob Reiner (Bob Day) et Rebecca Reid (Nadia).
Tig Notaro est annoncé pour apparaître le temps d'un épisode durant la saison.

### Diffusions
Aux États-Unis, elle est diffusée depuis le 10 avril 2018 sur Fox,.
Au Canada, elle sera diffusée simultanément sur Citytv.

## Liste des épisodes

### Épisode 1:La Moustache
- États-Unis /  Canada : 10 avril 2018 sur Fox[9] / Citytv
- France : 12 juin 2019 sur 6play

- États-Unis : 1,83 million de téléspectateurs[10] (première diffusion)

- Dermot Mulroney (Russell)
- Nasim Pedrad (Aly)

### Épisode 2:Deux hommes et un écrivain
- États-Unis /  Canada : 17 avril 2018 sur Fox / Citytv
- France : 12 juin 2019 sur 6play

- États-Unis : 1,58 million de téléspectateurs[11] (première diffusion)

### Épisode 3:Le Syndrome de la page blanche
- États-Unis /  Canada : 24 avril 2018 sur Fox / Citytv
- France : 12 juin 2019 sur 6play

- États-Unis : 1,51 million de téléspectateurs[12] (première diffusion)

### Épisode 4:Chaticide
- États-Unis /  Canada : 1er mai 2018 sur Fox / Citytv
- France : 12 juin 2019 sur 6play

- États-Unis : 1,33 million de téléspectateurs[13] (première diffusion)

### Épisode 5:Jouer à la marraine
- États-Unis /  Canada : 8 mai 2018 sur Fox / Citytv
- France : 12 juin 2019 sur 6play

- États-Unis : 1,32 million de téléspectateurs[14] (première diffusion)

### Épisode 6:Adopte un chien
- États-Unis /  Canada : 8 mai 2018 sur Fox / Citytv
- France : 12 juin 2019 sur 6play

- États-Unis : 1,32 million de téléspectateurs[14] (première diffusion)

Les trois couples se prévoient une soirée en amoureux :
- Nick a réservé le restaurant de son premier rendez-vous avec Jess... Mais celle-ci est prête à accueillir un chien.
- Schmidt et Cece ont engagé une nourrice pour aller à l'hôtel mais Cece ovule et Schmidt prend peur.
- Winston est daltonien et reçoit des lunettes pour corriger sa vue.

### Épisode 7:La Malédiction de la Fiancée Pirate
- États-Unis /  Canada : 15 mai 2018 sur Fox / Citytv
- France : 12 juin 2019 sur 6play

- États-Unis : 1,47 million de téléspectateurs[15] (première diffusion)

C'est le jour du mariage de Jess et Nick. Contrairement à la tradition, ils ont dormi ensemble la veille du mariage, ce qui est censé porter malheur. Et, en effet, les imprévus vont s'enchainer. 

### Épisode 8:Alleluia Bummergee
- États-Unis /  Canada : 15 mai 2018 sur Fox / Citytv
- France : 12 juin 2019 sur 6play

- États-Unis : 1,47 million de téléspectateurs[15] (première diffusion)